# Agrostis glauca
Agrostis glauca é uma espécie de gramínea do gênero Agrostis, pertencente à família Poaceae.